# 国際宇宙ステーション組立順序

2022年12月時点でのISS構成図

ISSの組み立てアニメーション

国際宇宙ステーション組立順序（こくさいうちゅうステーションくみたてじゅんじょ）では、国際宇宙ステーション (ISS) の建設における組立順序を記述する。
シャトル退役以降の2016年現在は、有人輸送手段としてはロシアのソユーズ宇宙船のみが運用されている。また物資輸送手段としてロシアのプログレス補給船が主に使用され、2009年からは日本の宇宙ステーション補給機 (HTV) が、2012年からは米民間企業のスペースX社のドラゴンが、2013年からはオービタル・サイエンシズ社のシグナスが使用されている。2011年にアメリカのスペースシャトルが退役するまでは、有人／物資輸送の両面において主要な輸送手段として用いられていた。2008年から2015年にかけては、物資輸送手段としてヨーロッパの欧州補給機 (ATV) も用いられた。
2008年にヨーロッパ宇宙機関 (ESA) がATV1号機を打ち上げた。このATVは宇宙ステーションのリブースト（高度上昇-再加速）が可能であり、それまでロシア側が10年近く担当していたが、ヨーロッパのATVがその一部を肩代りするようになった。ATVは2015年初めにATV-5が最後のミッションを終え退役した。
2009年に日本の宇宙航空研究開発機構 (JAXA) がHTV1号機「こうのとり」を打ち上げた。2012年には米民間企業のスペースX社が、アメリカ航空宇宙局 (NASA) との契約に基づきドラゴンを打ち上げた。また、2013年からはオービタル・サイエンシズ社のシグナスも参入し、スペースシャトル退役後は、大型物資の輸送はHTVとドラゴンとシグナスによって行われている。

## 組立順序
| 写真                             | 構成要素                           | パッチ | ミッション名    | 機体           | 打ち上げ日時   | 長さ (m) | 幅 (m) | 重量 (kg) |
| -------------------------------- | ---------------------------------- | ------ | --------------- | -------------- | -------------- | -------- | ------ | --------- |
|                                  | ザーリャ FGB                       |        | 1A/R            | プロトン-K     | 1998年11月20日 | 12.6     | 4.1    | 19,323    |
|                                  | ユニティ Node 1                    |        | 2A - STS-88     | エンデバー     | 1998年12月5日  | 5.49     | 4.57   | 11,612    |
|                                  | ズヴェズダ                         |        | 1R              | プロトン-K     | 2000年7月12日  | 13.1     | 4.15   | 19,051    |
|                                  | Z1トラス                           |        | 3A - STS-92     | ディスカバリー | 2000年10月11日 | 4.9      | 4.2    | 8,755     |
|                                  | P6トラス                           |        | 4A - STS-97     | エンデバー     | 2000年11月30日 | 73.2     | 4.9    | 15,824    |
|                                  | デスティニー US Lab                |        | 5A - STS-98     | アトランティス | 2001年2月7日   | 8.53     | 4.27   | 14,515    |
|                                  | ESP-1                              |        | 5A.1 - STS-102  | ディスカバリー | 2001年3月8日   | -        | -      | -         |
|                                  | カナダアーム2 SSRMS                |        | 6A - STS-100    | エンデバー     | 2001年4月19日  | 17.6     | 0.35   | 4,899     |
|                                  | クエスト                           |        | 7A - STS-104    | アトランティス | 2001年7月12日  | 5.5      | 4      | 6,064     |
|                                  | ピアース DC-1                      |        | 4R              | ソユーズ-U     | 2001年9月14日  | 4.1      | 2.6    | 3,900     |
|                                  | S0トラス                           |        | 8A - STS-110    | アトランティス | 2002年4月8日   | 13.4     | 4.6    | 13.970    |
|                                  | MBS                                |        | UF2 - STS-111   | エンデバー     | 2002年6月5日   | 5.7      | 2.9    | 1,450     |
|                                  | S1トラス                           |        | 9A - STS-112    | アトランティス | 2002年10月7日  | 13.7     | 4.6    | 14,120    |
|                                  | P1トラス                           |        | 11A - STS-113   | エンデバー     | 2002年11月23日 | 13.7     | 4.6    | 14,000    |
|                                  | ESP-2                              |        | LF1 - STS-114   | ディスカバリー | 2005年7月26日  | 3.65     | 4.9    | 2,676     |
|                                  | P3/P4トラス                        |        | 12A - STS-115   | アトランティス | 2006年9月9日   | 13.8     | 4.9    | 15,900    |
|                                  | P5トラス                           |        | 12A.1 - STS-116 | ディスカバリー | 2006年12月9日  | 3.4      | 4.6    | 1,818     |
|                                  | S3/S4トラス                        |        | 13A - STS-117   | アトランティス | 2007年6月8日   | 13.8     | 4.9    | 15,900    |
|                                  | S5トラス                           |        | 13A.1 - STS-118 | エンデバー     | 2007年8月8日   | 3.4      | 4.6    | 1,818     |
|                                  | ESP-3                              | 4      | 13A.1 - STS-118 | エンデバー     | 2007年8月8日   | 2.2      | 3,400  |           |
|                                  | ハーモニー Node 2                  |        | 10A - STS-120   | ディスカバリー | 2007年10月23日 | 6.1      | 4.2    | 13,608    |
|                                  | コロンバス                         |        | 1E - STS-122    | アトランティス | 2008年2月7日   | 6.87     | 4.49   | 12,800    |
|                                  | デクスター SPDM                    |        | 1J/A - STS-123  | エンデバー     | 2008年3月11日  | 3.66     | -      | 1,688     |
|                                  | きぼう 船内保管室                  | 4.2    | 1J/A - STS-123  | エンデバー     | 2008年3月11日  | 4.4      | 4,200  |           |
|                                  | きぼう 船内実験室                  |        | 1J - STS-124    | ディスカバリー | 2008年5月31日  | 11.2     | 4.4    | 15,900    |
| きぼう ロボットアーム JEMRMS     | 10                                 | 0.25   | 1J - STS-124    | ディスカバリー | 2008年5月31日  | 780      |        |           |
|                                  | S6トラス                           |        | 15A - STS-119   | ディスカバリー | 2009年3月15日  | 73.2     | 10.7   | 15,900    |
|                                  | きぼう 船外実験プラットフォーム    |        | 2J/A - STS-127  | エンデバー     | 2009年7月15日  | 5.2      | 5.0    | 4,100     |
| きぼう 船外パレット (地上に回収) | 4.1                                | 4.9    | 2J/A - STS-127  | エンデバー     | 2009年7月15日  | 1,200    |        |           |
| きぼう 衛星間通信システム        | 2.0                                | 0.8    | 2J/A - STS-127  | エンデバー     | 2009年7月15日  | 310      |        |           |
|                                  | ポイスク MRM-2                     |        | 5R              | ソユーズ-U     | 2009年11月10日 | 4.05     | 2.55   | 3,670     |
|                                  | ELC-1                              |        | ULF3 - STS-129  | アトランティス | 2009年11月16日 | -        | -      | 6,279     |
| ELC-2                            | -                                  | -      | ULF3 - STS-129  | アトランティス | 2009年11月16日 | 6,062    |        |           |
|                                  | トランクウィリティ Node 3          |        | 20A - STS-130   | エンデバー     | 2010年2月8日   | 6.70     | 4.48   | 15,500    |
|                                  | キューポラ                         | 1.5    | 20A - STS-130   | エンデバー     | 2010年2月8日   | 2.95     | 1,800  |           |
|                                  | ラスヴェット MRM-1                 |        | ULF4 - STS-132  | アトランティス | 2010年5月14日  | 5.5      | 2.2    | 4,700     |
|                                  | ELC-4                              |        | ULF5 - STS-133  | ディスカバリー | 2011年2月24日  | -        | -      | -         |
| 恒久型多目的モジュール PMM       | -                                  | -      | ULF5 - STS-133  | ディスカバリー | 2011年2月24日  | -        |        |           |
|                                  | ELC-3                              |        | ULF6 - STS-134  | エンデバー     | 2011年5月16日  | -        | -      | -         |
| アルファ磁気分光器 AMS-02        | -                                  | -      | ULF6 - STS-134  | エンデバー     | 2011年5月16日  | 6,731    |        |           |
|                                  | Bigelow Expandable Activity Module |        | スペースX CRS-8 | ファルコン9    | 2016年4月8日   | 4        | 3.2    | 1,360     |
|                                  | 多目的実験モジュール MLM           | -      | 3R              | プロトン-M     | 2021年7月21日  | 13       | 4.11   | 20,300    |
| 欧州ロボットアーム ERA           | 11.3                               | -      | 3R              | プロトン-M     | 2021年7月21日  | -        | 630    |           |

## 今後の組立順序
| 画像 | 構成要素 | パッチ | ミッション名 | 機体 | 打ち上げ時期 | 長さ (m) | 幅 (m) | 重量 (kg) |
| ---- | -------- | ------ | ------------ | ---- | ------------ | -------- | ------ | --------- |

## キャンセルされたモジュール
- 暫定制御モジュール (ICM) - ズヴェズダの完成により不要に（ズヴェズダの代替モジュール。必要になった場合に備え保管されている）
- 推進モジュール - ズヴェズダの完成により不要に。
- 居住モジュール (HAB) - 計画縮小によりキャンセル。キャンセルにより睡眠場所は米ロ区画に分散。
- 乗員帰還機 (CRV) - 二機のソユーズにより置き換えられる。
- セントリフュージ実験モジュール (CAM) - 計画縮小によりキャンセル。ハーモニーに接続される予定だった。
- 科学電力プラットフォーム (SPP) - ロシア区画の不足電力はアメリカ区画から供給することで代替。
- ロシア研究モジュール (RM1, RM2) - 多目的実験モジュール (Nauka) に置き換えられる。
- 汎用ドッキングモジュール (UDM) - 接続予定だったロシア研究モジュールのキャンセルにより不要に。その後、ロシアのノードモジュールとして復活し、建造が行われているが、ロシアのISS存続問題に絡んで先行きは不明。

## 提案されていたモジュール

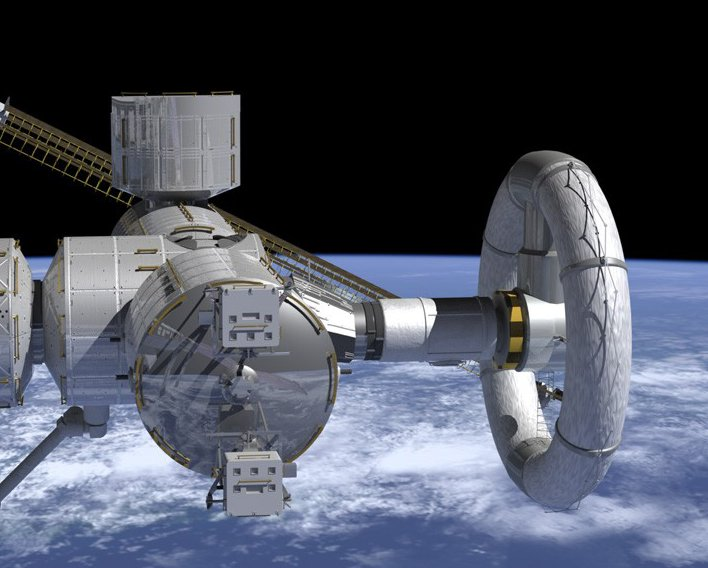
Nautilus-X ISS実証機

下記は提案が行われたモジュールで、ISSの計画としては承認されていない構想レベルのもの。
- ナーダルモジュール - 改良されたUDM。2013年の打ち上げが提案されていた[2][3]
- 科学・エネルギーモジュール - RM1, RM2とSPPの一部を組み合わせたもの。2014年, 2015年計2機の打ち上げが提案されていた[2][3]。
- ノード4 - ドッキングハブシステム (DHS) としても知られている[4] 宇宙船やモジュールのためのさらなるドッキングポートを提供するために一時提案がされていた[5]。
- Nautilus-X セントリフュージ デモンストレーション - 遠心力により人工重力を生み出す実証機。睡眠モジュールとして機能する構想だった[6]。

下記モジュールは提案されたものの後に放棄された。
- 商業用エンタープライズモジュール - エンターテイメントとスタジオのモジュール[7]。

## フライト番号・識別コード
※計画時のままなので順序どおりに番号が振られていないことに留意。
フライト番号
- 各国・各機関のフライトごとの順番を表す番号

フライト識別コード
- 各国・各機関のフライトを表す頭文字
  - A -  アメリカ合衆国のフライト
  - R -  ロシアのフライト
  - J -  日本のフライト
  - E -  ヨーロッパ宇宙機関のフライト
  - LF - 補給フライト
  - UF - 利用フライト
  - ULF - 利用補給フライト